# Xiaomi MIX 4
Xiaomi MIX 4 — смартфон дизайнерської серії MIX, розроблений компанією Xiaomi, особливістю якого стала фронтальна камера, вбудована під дисплей. Був представлений 10 серпня 2021 року разом з планшетами Xiaomi Pad 5 та Pad 5 Pro і собакою-роботом CyberDog. Це перший смартфон Xiaomi, що не має приставки «Mi» в назві.
Смартфон офіційно продавався виключно на території материкового Китаю.

## Дизайн

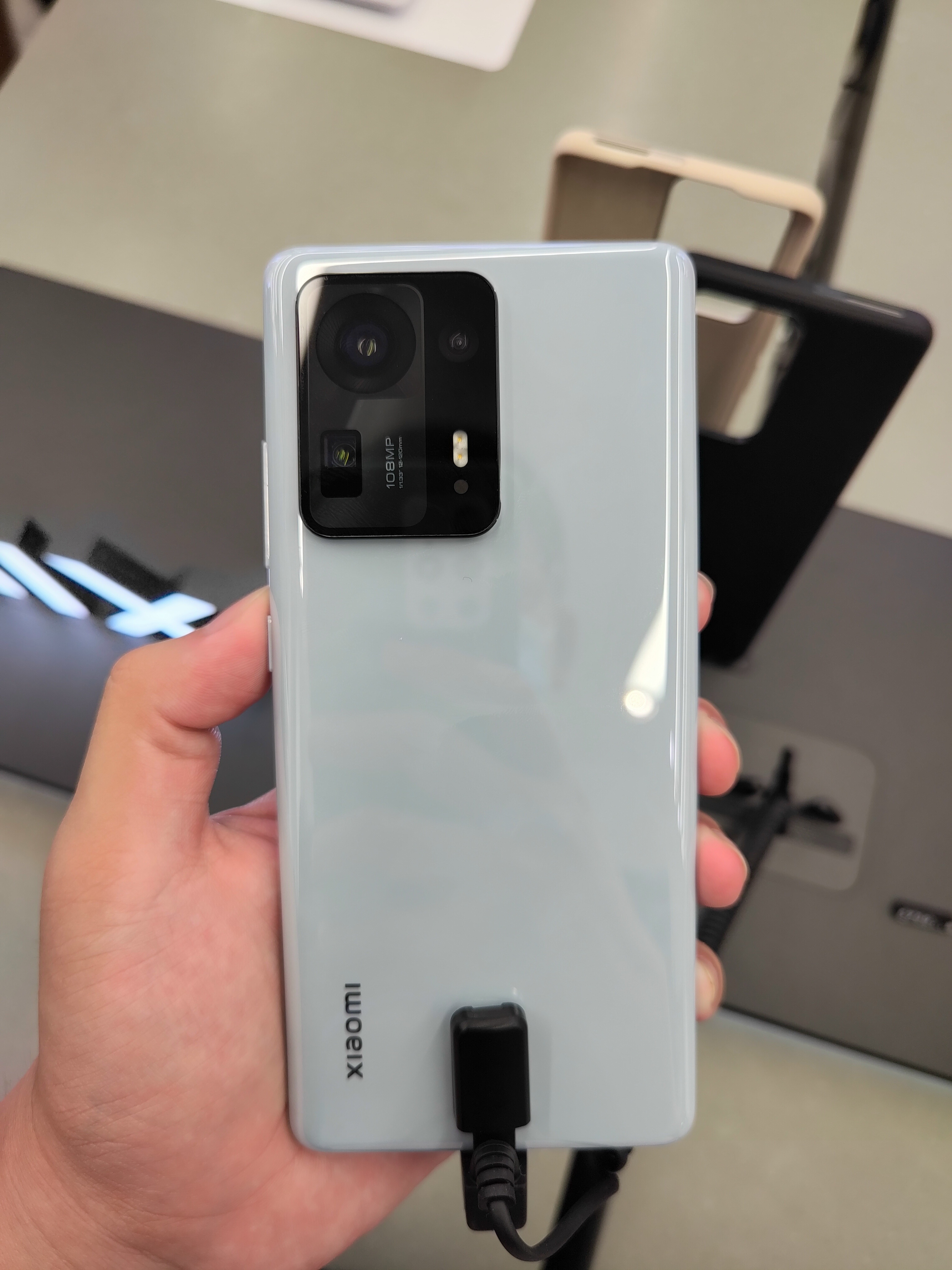
Задня панель MIX 4 у кольорі Ceramic Gray

Екран виконаний зі скла Corning Gorilla Glass Victus. Корпус виконаний з кераміки.
Смартфон захищений від бризків та пилу по стандарту IP53.
Блок основної камери подібний до такого на Mi 11 Ultra.
Знизу розміщені роз'єм USB-C, динамік, мікрофон та слот під 2 SIM-картки. Зверху розташовані другий динамік, другий мікрофон та ІЧ-порт. З правого боку розміщені кнопки регулювання гучності та кнопка блокування смартфона.
Xiaomi MIX 4 продавався в 3 кольорах: Ceramic Black (чорний), Ceramic White (білий) та Ceramic Gray (сірий).

## Технічні характеристики

### Платформа
Xiaomi MIX 4 став першим смартфоном, що отримав процесор Qualcomm Snapdragon 888+. Процесор працює в парі з графічним процесором Adreno 660.

### Батарея
Батарея отримала об'єм 5000 мА·год та підтримку 120-ватної швидкої, що заряджає смартфон до 100 % за 15 хвилин, швидкої 50-ватної бездротової зарядки та зворотної бездротової зарядки потужністю 10 Вт. Особливістю батареї стало використання нового анода з оксиду кремнію, що дозволило збільшити об'єм акумулятора, не збільшуючи його розмір.

### Камера
Смартфон отримав основну потрійну камеру 108 Мп, f/1.95 (ширококутний) + 8 Мп, f/4.1 (перископічний телеоб'єктив) з 5x оптичним та 500x цифровим зумом + 13 Мп, f/2.2 (надширококутний) з фазовим автофокусом Dual Pixel, лазерним автофокусом, оптичною стабілізацією та можливість запису відео в роздільній здатності 8K@24fps.
Фронтальна камера отримала роздільність 20 Мп (ширококутний) та можливість запису відео в роздільній здатності 1080p@30fps. Аби впровадити у пристрій технологію підекранної камери, Xiaomi використала новий візерунок пікселів у вигляді мікро-ромбів в поєднанні з переосмисленими алгоритмами, які забезпечують мінімальне заломлення світла. Але враховуючи, що технологія нова, якість фотографій буде гірша, ніж у смартфонах з вирізом.

### Екран
Екран E4 AMOLED, 6.67", FullHD+ (2400 × 1080) зі щільністю пікселів 395 ppi, співвідношенням сторін 20:9, підтримкою технологію HDR10+ та частотою оновлення екрану 120 Гц. Також в екран вмонтований сканер відбитку пальця.

### Звук
Модель отримала стереодинаміки розроблені в співпраці з Harman Kardon. Динаміки розташовані на верхньому та нижньому торцях.

### Пам'ять
Смартфон продавався в комплектаціях 8/128, 8/256, 12/256 та 12/512 ГБ.

### Програмне забезпечення
Пристрій був випущений на MIUI 12.5 на базі Android 11. Був оновлений до HyperOS на базі Android 14.

### Підтримка UWB
MIX 4 отримав підтримку технології Ultra-wideband (UWB), яка дозволяє отримувати точні дані про місцезнаходження і керувати пристроями розумного дому.

## Xiaomi MIX 4 BYD
Xiaomi MIX 4 BYD — спеціальна версія MIX 4, розроблена разом з BYD Electronic — постачальником керамічних панелей та металевого каркаса для даної моделі. Також BYD співпрацювали із Xiaomi при створенні Mi MIX 2S, Mi MIX 3 та Mi 11 Ultra. Всього було випущено 500 одиниць, що пропонувалися за 900$ у конфігурації 8/256 ГБ.